# アカデミア・デル・チメント
アカデミア・デル・チメント（Accademia del Cimento、実験のアカデミー）は、17世紀イタリアに作られた、科学の分野の先駆的な「学会」である。

## 概要

Saggi di naturali esperienze...の表紙

Saggi di naturali esperienze...の図版

メディチ家はその財力によって学者を保護し、ガリレオの弟子のエヴァンジェリスタ・トリチェリの活動も援助した。トリチェリは1647年に没するが、1657年、ヴィンチェンツォ・ヴィヴィアーニらによって、メディチ家のトスカーナ大公フェルディナンド・デ・メディチとレオポルド・デ・メディチによってアカデミア・デル・チメントがフィレンツェに設立された。ジョヴァンニ・ボレリやニコラウス・ステノもメンバーであった。
その活動は、科学の初期におけるさまざまな実験、推測の回避、実験道具の製作、測定基準の統一などを行った。また、世界初の気象観測網を構築して、フィレンツェ、ピサ、バッロンブローザ、カルティリアーノ、ボローニャ、パルマ、ミラノの7地点で、温度、気圧、湿度、風、空の状態の気象観測を行った。またその観測ために、温度計、湿度計、気圧計などが考案され製作された。
1667年にレオポルドがサン・コズマ・エ・ダミアーノ枢機卿に任命される条件として、アカデミア・デル・チメントの解散が求められたため、解散した。その際に提出された報告書 Saggi di naturali esperienze fatte nell' Academia del cimento は、学会でのそれまでの実験研究をまとめたもので、世界最初の学会誌として注目された。これは1731年にラテン語に翻訳され、18世紀の標準的な科学の手引き書となった。
アカデミア・デル・チメントの解散後、学問の中心の地位は1660年にロンドンに設立された王立学会、1666年にパリに創立されたフランス科学アカデミーなどにをゆずっていくことになった。

## 会員

### 正会員
- レオポルド・デ・メディチ - トスカーナ大公の弟
- フェルディナンド2世・デ・メディチ -  トスカーナ大公
- ジョヴァンニ・ボレリ - 物理学者、数学者、生理学者
- フランチェスコ・レディ - 医師、自然発生説を否定する実験を実施
- カルロ・レナルディーニ (Carlo Renaldini) -
- ヴィンチェンツォ・ヴィヴィアーニ - 数学者、科学者、晩年のガリレオの助手として働き、ガリレオの伝記を書いた。
- ロレンツォ・マガロッティ (Lorenzo Magalotti) -  事務局長、アカデミーの出版に関与
- アレッサンドロ・マルシリ (Alessandro Marsili) - ピサ大学論理学教授
- アントニオ・オリーヴァ (Antonio Oliva)

### 準会員
- ジョヴァンニ・カッシーニ
- オノレ・ファブリ（イタリア語版、フランス語版、英語版）
- ロバート・フック
- クリスティアーン・ホイヘンス
- アタナシウス・キルヒャー
- ヘンリー・オルデンバーグ
- ミケランジェロ・リッチ（イタリア語版、英語版）
- ニコラウス・ステノ